# Sick Boy
Sick Boy é o segundo álbum de estúdio do duo norte-americano The Chainsmokers, lançado a 14 de dezembro de 2018, através da Disruptor Records e Columbia Records. Na produção, o trabalho conta com colaborações do DJs Aazar (França) NGHTMRE. Na parte vocal, participam, além do próprio Andrew Taggart, dos The Chainsmokers, os vocalistas Emily Warren - cantora-compositora que colabora habitualmente com a dupla e que participou também na composição de cinco dos dez temas de Sick Boy -, Kelsea Ballerini, Winona Oak e Drew Love.

## História
O álbum apresenta a peculiaridade de todos os seus dez temas terem sido lançados como singles, um a cada mês de 2018, exceto durante os meses de maio e junho. À medida que iam sendo lançados, os singles eram agrupados nos serviços de streaming como um EP ou uma playlist com o nome do primeiro single ("Sick Boy") e do último a ser lançado a determinada altura. Por exemplo, quando foi lançado o single "Side Effects", em julho de 2018, o EP/a playlist passou a chamar-se "Sick Boy... Side Effects" e ao ser lançado o single "Beach House", em novembro do mesmo ano, apareceu nos serviços de streaming como  "Sick Boy... Beach House". Esta regra só foi quebrada ao ser lançado o último single, "Hope", que foi lançado no mesmo dia em que a playlist passou a ser considerada um álbum, tendo a coleção de faixas recebido, a partir daí, o nome de "Sick Boy".
Alguns temas de Sick Boy foram descritos como "profundos e introspetivos". Ao mesmo tempo, o álbum recebeu a crítica de conter também "música de festa que não encaixa bem com o resto". O site Your EDM afirmou que Sick Boy representa "um avanço em relação a Memories... Do Not Open, o primeiro álbum da dupla, e "um enorme passo na direção certa... com os The Chainsmokers um pouco perdidos na sua sonoridade".

## Alinhamento
| N.º            | Título                                                  | Compositor(es)                                  | Produtor(es)                           | Duração |  |
| 1.             | "This Feeling" (com a participação de Kelsea Ballerini) | Andrew Taggart Alex Pall Emily Warren           | Taggart Pall Sylvester "Sly" Siversten | 3:17    |  |
| 2.             | "Beach House"                                           | Taggart Pall                                    | Taggart Pall                           | 3:26    |  |
| 3.             | "Hope" (com a participação de Winona Oak)               | Taggart Pall Chris Lyon Kate Morgan             | Taggart Pall Lyon                      | 3:00    |  |
| 4.             | "Somebody" (com a participação de Drew Love)            | Taggart Drew Love Warren                        | Taggart Pall                           | 3:41    |  |
| 5.             | "Side Effects" (com a participação de Emily Warren)     | Taggart Siversten Warren Tony Ann Corey Sanders | Taggart Pall Siversten                 | 2:52    |  |
| 6.             | "Sick Boy"                                              | Taggart Pall Warren Ann                         | Taggart Pall Shaun Frank               | 3:13    |  |
| 7.             | "Everybody Hates Me"                                    | Taggart Warren                                  | Taggart Pall Frank                     | 3:43    |  |
| 8.             | "Siren" (com Aazar)                                     | Taggart Pall Daniel "Aazar" Tuparia             | Taggart Pall Tuparia                   | 2:54    |  |
| 9.             | "You Owe Me"                                            | Taggart Pall Warren Chelsea Jade                | Taggart Pall Frank                     | 3:10    |  |
| 10.            | "Save Yourself" (com Nghtmre)                           | Taggart Tyler Marenyi                           | Taggart Pall Marenyi                   | 3:30    |  |
| Duração total: | Duração total:                                          | Duração total:                                  | Duração total:                         | 32:46   |  |

## Desempenho comercial

### Posições nas tabelas musicais

#### Sick Boy(EP)
| Tabela musical (2018)          | Melhor posição |
| ------------------------------ | -------------- |
| Estados Unidos - Billboard 200 | 53             |

#### Sick Boy...Beach House
| Tabela musical (2018)               | Melhor posição |
| ----------------------------------- | -------------- |
| Finlândia - Suomen virallinen lista | 45             |
| Noruega - VG-lista                  | 18             |

#### Sick Boy...Save Yourself
| Tabela musical (2018)               | Melhor posição |
| ----------------------------------- | -------------- |
| Finlândia - Suomen virallinen lista | 27             |
| Noruega - VG-lista                  | 15             |

#### Sick Boy...Side Effects
| Tabela musical (2018)              | Melhor posição |
| ---------------------------------- | -------------- |
| Bélgica - Ultratop 50 (Flandres)   | 71             |
| Bélgica - Ultratop 50 (Valónia)    | 142            |
| Dinamarca - Hitlisten              | 40             |
| Países Baixos - Mega Album Top 100 | 55             |
| Suécia - Sverigetopplistan         | 29             |

#### Sick Boy...Siren
| Tabela musical (2018)               | Melhor posição |
| ----------------------------------- | -------------- |
| Finlândia - Suomen virallinen lista | 45             |
| Noruega - VG-lista                  | 22             |

#### Sick Boy...This Feeling
| Tabela musical (2018)               | Melhor posição |
| ----------------------------------- | -------------- |
| Dinamarca - Hitlisten               | 37             |
| Finlândia - Suomen virallinen lista | 28             |
| Noruega - VG-lista                  | 15             |
| Suécia - Sverigetopplistan          | 29             |